# Sened (délégation)
Pour l’article homonyme, voir Sened.
Sened est une délégation tunisienne dépendant du gouvernorat de Gafsa. Elle comprend six secteurs (imadas) : Abdessadok, Alim, Djedida, Majoura, Sanouche et Sened.
En 2004, elle compte 34 524 habitants dont 16 560 hommes et 17 964 femmes répartis dans 6 420 ménages et 7 139 logements.